# Margarinotus kabakovi
Margarinotus kabakovi är en skalbaggsart som beskrevs av Kryzhanovskij 1980. Margarinotus kabakovi ingår i släktet Margarinotus och familjen stumpbaggar. Inga underarter finns listade i Catalogue of Life.